# Miroslav Eminger
Miroslav Eminger (16. února 1919 Gorna Orjachovica, Bulharsko – březen 1998) byl československý politik, člen Československé strany lidové, politický vězeň a obhájce lidských práv. V 50. letech 20. století byl souzen v politickém monstrprocesu Kolín, Weiland a spol.

## Život a činnost
Narodil se 16. února 1919 v Gorne Orjachovici v Bulharsku. Vystudoval čtyři třídy obecné školy a sedm let reálky. Po maturitě si dodělal kurz na obchodní akademii. V roce 1937 nastoupil na vojnu, kde působil jako poručík u 29. pluku v Jindřichově Hradci. Po ukončení vojny v roce 1939 začal studovat vysokou školu. Jeho studium bylo ukončeno uzavřením vysokých škol v roce 1939. V době druhé světové války byla celá jeho rodina zapojena do odbojové činnosti. Rodina Miroslava Emingera vlastnila vysílačku, pomocí které předávala zprávy do zahraničí. Po válce vystudoval Vysokou školu ekonomickou v Praze.
Od roku 1945 byl členem Československé strany lidové. V době zatčení byl Miroslav Eminger zaměstnán jako úředník v prodejně Československého hutního národního podniku.

### Zatčení, obžaloba, rozsudek
K zatčení Miroslava Emingera došlo 19. prosince 1949 v Liberci. Následně byl v liberecké vazební věznici obviněn z trestného činu velezrady a vyzvědačství. Konkrétně byl viněn z toho, že se stal členem trojky Jaroslava Kolína. Údajně se také účastnil schůzky v bytě Růženy Koškové, kde měli obvinění plánovat odstranění lidově demokratického zřízení za pomoci intervence západních mocností. Byl odsouzen k trestu odnětí svobody na 20 let a byl mu uložen peněžní trest ve výši 30 000 Kčs. Došlo také ke konfiskaci celého jeho majetku. Ztratil čestná práva občanská na dobu 10 let.

### Vězení, osud po propuštění
Příkaz k vykonání trestu byl vydán 30. srpna 1950. Zpočátku byl ve věznici v Mladé Boleslavi, následně byl převezen do NPT Ostrov. Od roku 1956 byl vězněn v NPT Vojna-Příbram, kde zůstal až do svého propuštění na amnestii prezidenta republiky v roce 1960.
V roce 1951 podal otec odsouzeného Ing. Josef Eminger žádost o milost. Ta byla zamítnuta jako neodůvodněná. O tři roky později byla podána další žádost o milost prezidenta republiky. Krajský soud sice doporučil snížení trestu na 10 let, ale Nejvyšší soud se jeho doporučeními neřídil a i tuto žádost zamítl.
Miroslav Eminger byl propuštěn na amnestii prezidenta republiky dne 9. května 1960. O vyhovění žádosti rozhodl Krajský soud v Praze. Byl mu prominut zbytek trestu 9 let 7 měsíců a 10 dní. Také mu byl odpuštěn zbytek peněžního trestu ve výši 30 000 Kčs a byla mu navrácena čestná práva občanská. Z vězení vyšel 10. května 1960. 
Po propuštění se vrátil ke své manželce do Liberce. Dožil se sametové revoluce v roce 1989 a spolu s Růženou Koškovou-Krásnou se stal spoluzakládajícím členem pobočky Konfederace politických vězňů v Liberci.